# 吉田潔
吉田潔（1964年—），出生於日本橫濱市，日本作曲家。

## 經歷
吉田洁十余岁时开始学习钢琴，1985年留学美国伯克利音乐学院，主修专业为音乐编排和电影配乐。1987年返回日本，继续各类音乐创作。

## 作品
曾为NHK特集《日本人的遥远旅途》（日本人はるかな旅）、《全球市场：财富攻防战》（地球市場、富の攻防）以及《新丝绸之路：动荡的大地纪行》（新シルクロード 激動の大地をゆく）创作原声音乐。1996年与松浦有希结成组合发表专辑《勇気の引力》。这一组合同时从事演唱和作曲，作曲作品包括《私らしく》（动画《機動戰艦》ED）。动画电影《跳躍吧！時空少女》，《大鱼·海棠》中担任作曲。电视动画《剑豪生死斗》、《海馬》中担任原声音乐创作。

### 个人专辑
1. 打 Asian Drums（1999年11月20日），Pacific Moon
2. 打II Asian Drums II（2001年2月21日），Pacific Moon
3. 日本人はるかな旅 Long Journey To Japan（2001年9月21日），Pacific Moon
4. 祭 Matsuri（2006年12月20日），Pacific Moon
5. 武士 Warriors（2011年9月21日，与三塚幸彦），Pacific Moon
6. 天のしずくの言葉と音楽 (纪录片《天のしずく 辰巳芳子“いのちのスープ”》原声带)（2012）

### 合作专辑
- 梵天
  1. 梵天 BONTEN（2004年3月31日），Pacific Moon（负责大部分作曲，全部编曲）
  2. 凱風 GAIFU（2007年7月18日），Pacific Moon（负责大部分作曲，全部编曲）
  3. 鳳蝶 AGEHA（2010年6月23日），Pacific Moon（负责大部分作曲，全部编曲）
- UBUD
  1. UBUD（2001年6月21日），Pacific Garden（负责部分作曲，全部编曲）
  2. UBUD dua（2005年5月24日），Pacific Moon（负责大部分作曲，全部编曲）
  3. UBUD tiga（2009年4月14日），Pacific Moon（负责大部分作曲，全部编曲）